# Christian Megert

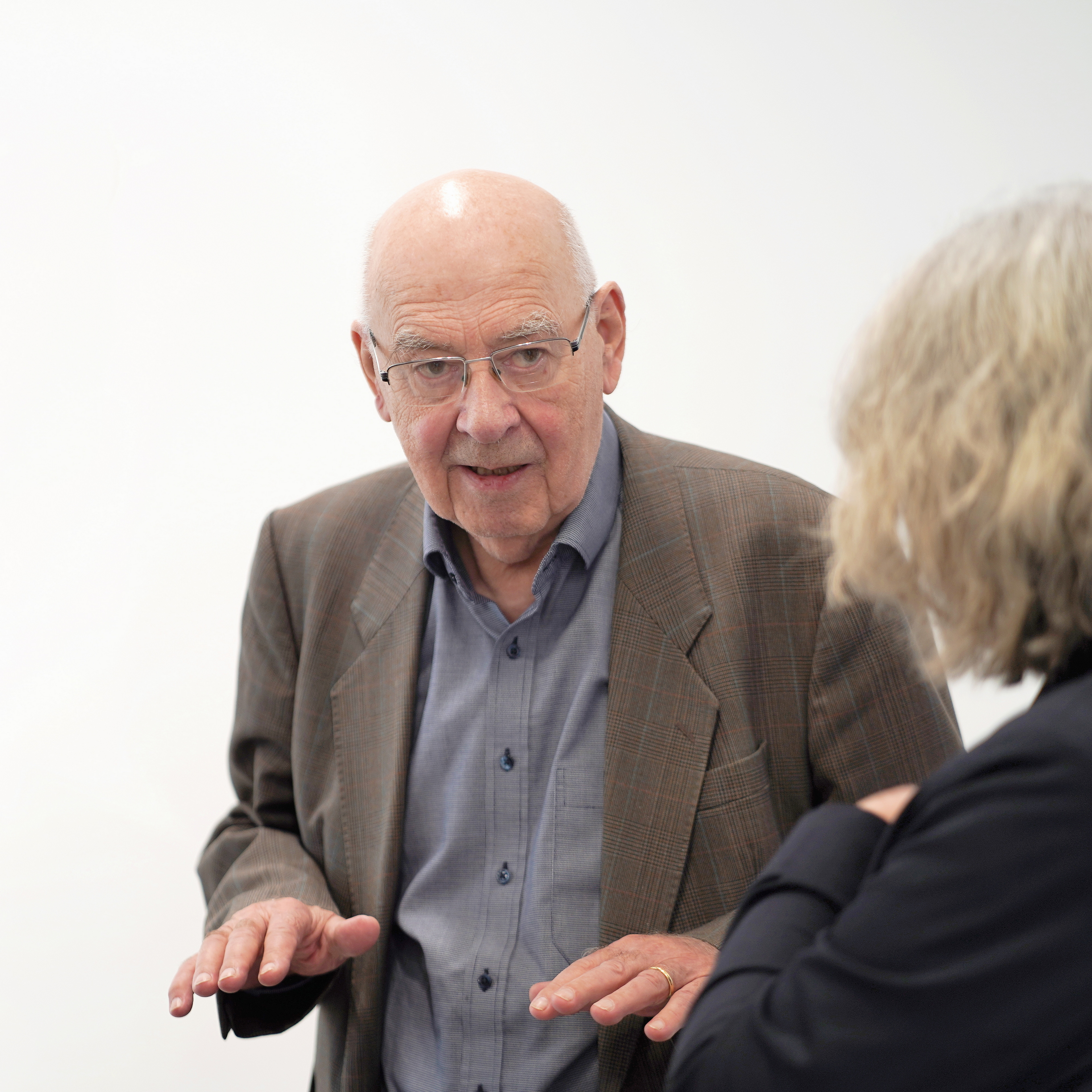
Christian Megert im März 2024 in der Galerie Geiger in Konstanz

 Christian Megert (* 6. Januar 1936 in Bern) ist ein Schweizer Bildhauer, Objekt- und Kinetikkünstler, der in Deutschland (Düsseldorf) lebt und arbeitet.

## Leben
Christian Megert besuchte von 1952 bis 1955 die Kunstgewerbeschule in Bern. Er unternahm von 1956 bis 1960 ausgedehnte Studienreisen nach Berlin, Stockholm und Paris, wo er jeweils Kurse an den dortigen Kunstgewerbeschulen belegte.
1973 zog er nach Düsseldorf, wo er von 1976 bis 2002 als Professor am Lehrstuhl für Integration bildender Kunst und Architektur an der Kunstakademie Düsseldorf lehrte. Megert lebt und arbeitet in Düsseldorf und Bern.

## Werk
Seine erste Ausstellung hatte Megert in Bern im Jahr 1956. Er schuf dafür monochrome Material- und Strukturbilder sowie Plastiken aus Eisen und Kunstharz. Ab 1960 entstanden vorwiegend Arbeiten aus Glas und Spiegeln.
1961 verfasste er das Manifest EIN NEUER RAUM anlässlich einer Ausstellung in Kopenhagen. Das Manifest war ein Aufruf, mit der „Hilfe von Kunst alles Räumliche neu zu überdenken“. Er hatte einige Ausstellungen zusammen mit der Gruppe ZERO, mit der er Environments und kinetische Objekte schuf. Aus diesem Jahr stammt auch Megerts erster Spiegelraum, der in der Galerie des Kopenhagener Künstlerfreundes Addi Køpcke installiert wurde. Eine Wand des Raums war mit Spiegelquadraten behangen, die in fast endloser Synthese neue Räume erzeugten.

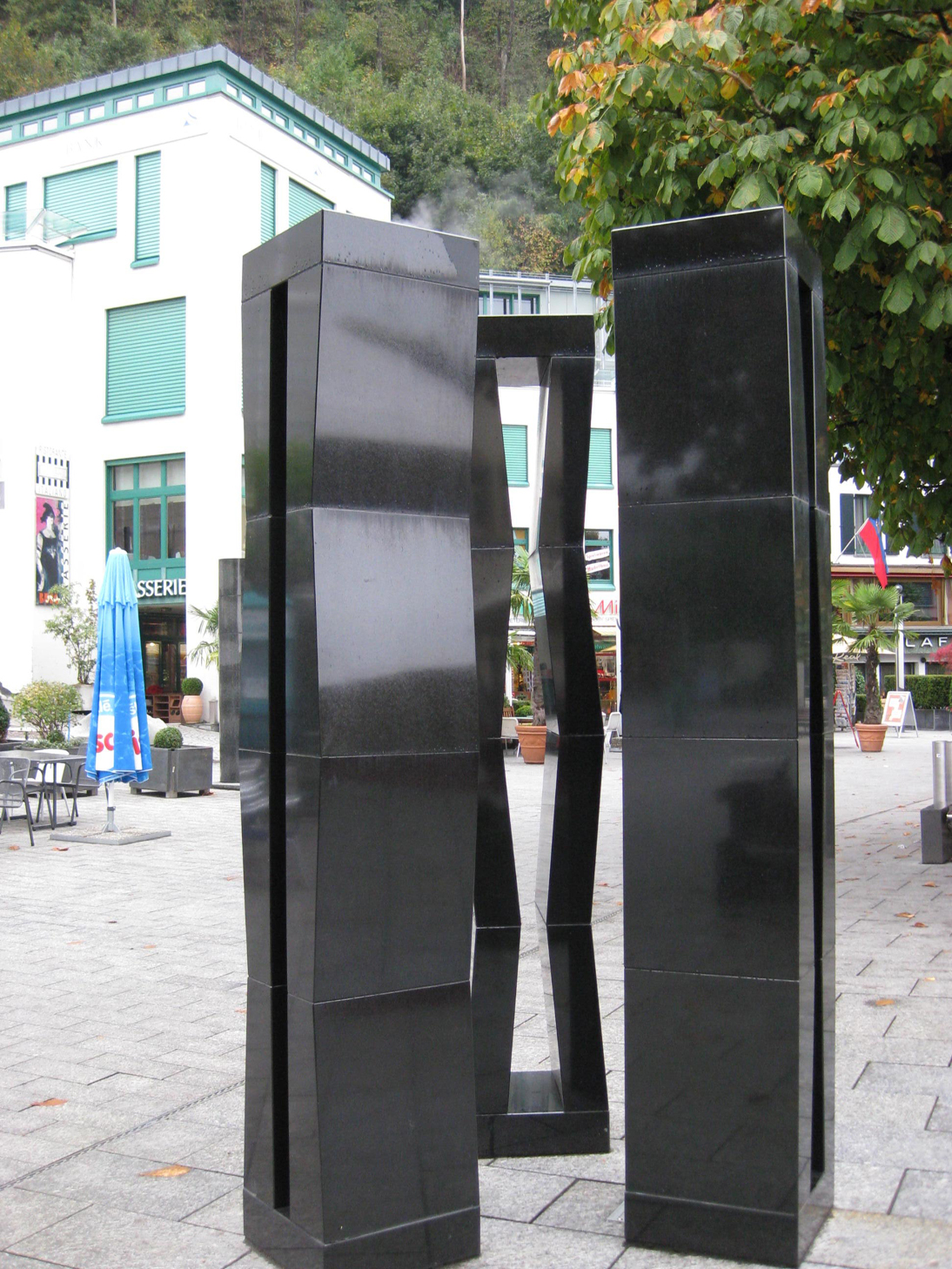
Progression einer Form in 3 Stelen (2002) – Rathausplatz Vaduz, Liechtenstein

1962 stellte er im Stedelijk Museum in Amsterdam aus, 1964 auf der Schweizerischen Landesausstellung EXPO in Lausanne, im Kunsthaus Zürich, Linz und Graz. 1968 war er auf der 4. documenta in Kassel mit zwei Spiegelobjekten und einem Spiegelraum vertreten. Megert verkleidete in diesem Raum den Boden und die Decke mit Spiegelquadraten, sodass eine vertikale Endlosspiegelung entstand. Durch den visuellen Entzug des Bodens wurden die Betrachter scheinbar in die Höhe und auf den Boden gestreckt. Das Prinzip der Spiegelwände, -bänder und -bilder setzte Megert auch im Außenraum um.
Megert verwendet Spiegel, um Formen zu brechen, zu verändern und einen neuen Raum zu schaffen. Die Konstruktion eines Scheinraums durch die Spiegelreflexion ist sein spezifisches Anliegen. Bild und realer Raum greifen ineinander. Dafür dynamisiert er die Spiegel, indem er sie zerschneidet, collagiert, splittert, übermalt oder lasiert. Neben dem Spiegel verwendet er auch Folien, lichtkinetische Objekte und polierte Natursteine. In seinen kinetischen Objekten sind Leuchtstoffröhren eingebaut, die eine Farbigkeit unterschiedlicher Farbtöne produzierten.
Megert schuf auch Großplastiken aus Stein für das Musikzentrum in Amsterdam, die Stadt Maastricht, die WestLB in Wesel, die Bundesgartenschau Düsseldorf, das Terrassenschwimmbad Baden, den Bankverein Thun und für die Stadt Vaduz in Liechtenstein.

## Ausstellungen

### Gruppenausstellungen (Auswahl)
- 1959, 1961: Galerie St. Luc, Barcelona (mit Bruno Wurster)
- 1960: Galerie Kopcke, Kopenhagen (mit Diter Rot)
- 1962: Galerie A, Arnheim/Galerie Orez, Den Haag (mit S. Brown und G. Colombo)
- 1963: Rijksuniversität, Leiden (mit S. Brown und G. Colombo)
- 1966: Galerie Loer, Frankfurt (mit S. Cremer, A. Luther und F. Spindel)
- 1968: IV. documenta Kassel
- 1971: Galerie Bernhard, Solothurn (mit Herbert Distel)
- 1986: Galerie H, Burgdorf (mit Peter Willen)
- 1987: Museum für Moderne Kunst, Cuxhaven (mit D. Sayler)
- 2003: Galerie am Lindenplatz, Vaduz (mit Klaus Staudt)

### Einzelausstellungen (Auswahl)
- 1964: Environment, Schweizerische Landesausstellung, Lausanne
- 1967: (Op)Art Galerie, Esslingen
- 1968: Galerie Toni Gerber, Bern
- 1969: Galerie Bischofberger, Zürich
- 1970: Galerie Ernst, Hannover
- 1971: Galerie Reckermann, Köln
- 1972: Berner Galerie, Bern
- 1973: Galerie Reckermann, Köln
- 1974: Studio Casati, Merate, Mailand
- 1975: Lucy Milton Gallery, London
- 1977: Galerie Herzog, Büren an der Aare
- 1978, 1980, 19982, 1986, 1996, 2006: Galerie Edith Wahlandt, Schwäbisch Gmünd
- 1979: Kunstverein Düsseldorf
- 1981, 1985, 1988, 1996, 2001: Galerie Schöller, Düsseldorf
- 1989, 1999: Galerie Wilfried von Gunten, Thun
- 1992, 1997: Galerie Krebs, Bern
- 1995: Sala 1, Rom
- 1997: Städtisches Museum Gelsenkirchen
- 2000: Galerie Lilo Marti, St.Paul de Vence
- 2002: Köln Skulptur, Galerie Benden & Klimczak, Köln
- 2007: Christian Megert, Galerie La Ligne, Zürich
- 2008: Galerie am Lindenplatz, Vaduz
- 2008: Museum für Konkrete Kunst, Ingolstadt